# Arrecifes de coral de España

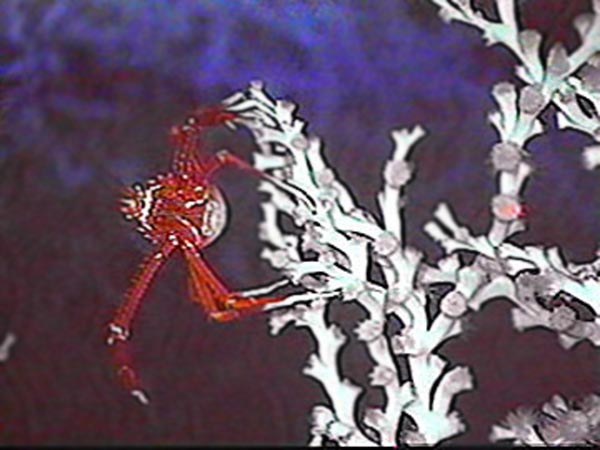
Un langostino en una Lophelia pertusa, más conocida como coral de agua fría.

Los arrecifes de coral españoles son colonias coralinas repartidas por todo el territorio marítimo español. España es de los primeros países europeos en cuanto a biodiversidad marina. No obstante, pocas son las zonas marítimas protegidas del país en cuestión. Una de las causas es la poca información que se tiene sobre estos corales. El cuidado de la diversidad marítima no se ha tenido en cuenta en España hasta hace unos años, cuando diferentes grupos ecologistas comenzaron a promover la creación de áreas protegidas marítimas.

## LIFE+
LIFE (del francés:  L''I'nstrument Financier de l'Environment, "Instrumento Financiero del Medio Ambiente") es un programa de la Comisión Europea dedicado al medio ambiente de la Unión Europea. el proyecto LIFE+ INDEMARES coordinado por la Fundación Biodiversidad y con la participación de otros 9 socios, comenzó en 2009, y su objetivo es contribuir a la protección y uso sostenible de la biodiversidad en los mares españoles mediante la identificación de espacios de valor para la Red Natura 2000. Para ello dedica un especial esfuerzo a la investigación de hábitats de profundidad entre los que se han encontrado, en varias de sus 10 zonas de estudio, arrecifes de coral.

## Zonas coralinas descubiertas
Según WWF, el coral español se puede dividir en dos regiones: continental (península ibérica) y macaronésico (Canarias). 
En las Islas Canarias (zona de abundancia coralina) encontramos:
- Mar de Gran Canaria: es el único arrecife coralino de Canarias de Coral Blanco. Importantes especies como la Lophelia pertusa o la Madrepora oculata se encuentran en Gran Canaria.

- Banco de Concepción: se trata de una zona a unos 100 km al noreste de Lanzarote que alberga un gran arrecife coralino y una gran cantidad de esponjas.

En la Península, la zona más reciente descubierta es El Idrisi y se encuentra 45 km de Málaga y a 450 metros de profundidad. Otro recientemente descubierto es el coral blanco del Mar de Alborán, cerca de la pequeña isla. Así los corales situados en Península y Baleares son:
- Banco de Galicia: existe a unos 260 km al oeste de Vigo una concentración de Lophelia o comúnmente llamados corales de agua fría.

- Canal de Menorca: se trata de una importante concentración de coral rojo entre la isla de Mallorca y Menorca.

- Montañas Submarinas y Conos Volcánicos de Alborán: en este ecosistema submarino se encuentra un arrecife de coral blanco que se organiza en los volcanes submarinos de la zona.

- Frente de Doñana: a 2.000m de profundidad se encuentra frente a Doñana un importante arrecife de coral blanco.

- El Cachucho: conocido como el Banco del Danés. Es una montaña submarina casi inexplorada y virgen que alberga un gran número de especies endémicas

## Zonas de investigación
INDEMARES actualmente está estudiando diez zonas coralinas de España:
- Banco de Galicia
- Cañón de Avilés
- Cabo de Creus
- Golfo de Cádiz[5]
- Seco de los Olivos
- Delta del Ebro e Islas Columbretes
- Canal de Menorca
- Isla y Mar de Alborán
- Banco de la Concepción
- Isla de Fuerteventura